# Sudecki wyścig górski
Sudecki Wyścig Górski Rościszów – samochodowy wyścig górski, runda GSMP.

## Historia
Pierwsza edycja Sudeckiego Wyścigu Górskiego odbyła się w 27 października 2001 roku i miała charakter kandydata do GSMP. W 2002 impreza stała się rundą Górskich Samochodowych Mistrzostw Polski GSMP.

## Trasa
Wyścig odbywa się na trasie będącej fragmentem drogi wojewódzkiej nr 383, pomiędzy Rościszowem a Walimiem.
Długość trasy – 4050 m
Różnica wzniesień – 244 m
średni wznios trasy – 6,1%
Liczba zakrętów prawych – 10
Liczba zakrętów lewych – 9
Szerokość trasy max. – 6,10 m; min. – 4,90 m
Nawierzchnia – jednolita asfaltowa
Start 448 m – n.p.m. – przy ostatniej posesji w Rościszowie po prawej stronie.
Meta 692 m – n.p.m. – skrzyżowanie z drogą na Glinno
Rekord trasy-Robert Kus Mitsubishi Lancer E.6 – 2.02,846

## Zwycięzcy Sudeckiego Wyścigu Górskiego
| Rok   | Runda GSMP | Zawodnik             | Samochód              |
| ----- | ---------- | -------------------- | --------------------- |
| 2002. | IX Runda   | Mariusz Woźniczko    | Ford Escort Cosworth  |
| 2002. | X Runda    | Jan Kościuszko       | Mitsubishi Lancer E.6 |
| 2003. | IX Runda   | Paweł Dytko          | Mitsubishi Lancer E.6 |
| 2003. | X Runda    | Paweł Dytko          | Mitsubishi Lancer E.6 |
| 2004. | IX Runda   | Mariusz Stec         | Mitsubishi Lancer E.7 |
| 2004. | X Runda    | Mariusz Stec         | Mitsubishi Lancer E.7 |
| 2005. | IX Runda   | Mariusz Stec         | Mitsubishi Lancer E.6 |
| 2005. | X Runda    | Jarosław Hebzda      | Mitsubishi Carisma    |
| 2006. | ------     | Wyścig               | Odwołany              |
| 2006. | ------     | Wyścig               | Odwołany              |
| 2007. | XI Runda   | Mariusz Małyszczycki | Skoda Fabia WRC       |
| 2007. | XII Runda  | Mariusz Małyszczycki | Skoda Fabia WRC       |
| 2008. | IX Runda   | Robert Kus           | Mitsubishi Lancer E.6 |
| 2008. | X Runda    | Grzegorz Duda        | Mitsubishi Lancer E.8 |
| 2009. | ------     | Wyścig               | Odwołany              |
| 2009. | ------     | Wyścig               | Odwołany              |
| 2010. | ------     | Wyścig               | Odwołany              |
| 2010. | ------     | Wyścig               | Odwołany              |

## Wyniki 7 Sudeckiego Wyścigu Górskiego 2008 (9 Runda GSMP)
| Miejsce | Kierowca               | Samochód              | Grupa-Klasa | Czas     | Strata |
| ------- | ---------------------- | --------------------- | ----------- | -------- | ------ |
| 1.      | Robert Kus             | Mitsubishi Lancer E.6 | OP +2000    | 4:08.205 |        |
| 2.      | Tomasz Mikołajczyk     | Mitsubishi Lancer E.6 | OP +2000    | 4:15.784 | 7.579  |
| 3.      | Tomasz Myszkier        | Mitsubishi Lancer E.9 | N +2000     | 4:18.133 | 9.928  |
| 4.      | Mariusz Łoś            | Mitsubishi Lancer E.9 | OP +2000    | 4:19.195 | 10.990 |
| 5.      | Grzegorz Duda          | Mitsubishi Lancer E.8 | A +2000     | 4:20.786 | 12.581 |
| 6.      | Piotr Soja             | Lotus Exige           | OP -2000    | 4:25.573 | 17.368 |
| 7.      | Paweł Potocki          | Mitsubishi Lancer E.9 | N +2000     | 4:29.206 | 21.001 |
| 8.      | Roman Baran            | Renault Clio          | OP -2000    | 4:30.654 | 22.449 |
| 9.      | Andrzej Papamichalis   | Mitsubishi Lancer     | A +2000     | 4:38.229 | 30.024 |
| 10.     | Aleksander Michałowski | Honda Integra         | A -2000     | 4:43.115 | 34.910 |

## Wyniki 7 Sudeckiego Wyścigu Górskiego 2008 (10 Runda GSMP)
| Miejsce | Kierowca               | Samochód              | Grupa-Klasa | Czas     | Strata |
| ------- | ---------------------- | --------------------- | ----------- | -------- | ------ |
| 1.      | Grzegorz Duda          | Mitsubishi Lancer E.8 | A +2000     | 4:29.641 |        |
| 2.      | Tomasz Myszkier        | Mitsubishi Lancer E.9 | N +2000     | 4:30.454 | 0.813  |
| 3.      | Tomasz Mikołajczyk     | Mitsubishi Lancer E.6 | OP +2000    | 4:35.115 | 5.474  |
| 4.      | Paweł Potocki          | Mitsubishi Lancer E.9 | N +2000     | 4:38.761 | 9.120  |
| 5.      | Roman Baran            | Renault Clio          | OP -2000    | 4:42.007 | 12.366 |
| 6.      | Aleksander Michałowski | Honda Integra         | A -2000     | 4:50.843 | 21.202 |
| 7.      | Andrzej Papamichalis   | Mitsubishi Lancer     | A +2000     | 4:51.160 | 21.519 |
| 8.      | Mariusz Łoś            | Mitsubishi Lancer E.9 | OP +2000    | 4:52.649 | 23.008 |
| 9.      | Marcin Kozłowski       | VW Golf               | HS -2000    | 4:58.130 | 28.489 |
| 10.     | Krzysztof Orski        | VW Golf GTi           | HS -2000    | 5:01.496 | 31.855 |

## Wyniki 6 Sudeckiego Wyścigu Górskiego 2007 (11 Runda GSMP)
| Miejsce | Kierowca               | Samochód              | Grupa-Klasa | Czas     | Strata |
| ------- | ---------------------- | --------------------- | ----------- | -------- | ------ |
| 1.      | Mariusz MAŁYSZCZYCKI   | Skoda Fabia WRC       | E1 +2000    | 4:12.638 |        |
| 2.      | Paweł ZUBEK            | Mitsubishi Lancer E.6 | E1 +2000    | 4:15.841 | 3.203  |
| 3.      | Piotr SOJA             | Lotus Exige NGT       | E1 -2000    | 4:23.030 | 10.392 |
| 4.      | Tomasz MIKOŁAJCZYK     | Mitsubishi Lancer E.6 | E1 +2000    | 4:25.369 | 12.731 |
| 5.      | Grzegorz Duda          | Mitsubishi Lancer E.6 | A +2000     | 4:26.478 | 13.840 |
| 6.      | Robert SZELC           | Mitsubishi Lancer E.8 | N +2000     | 4:28.590 | 15.952 |
| 7.      | Tomasz MYSZKIER        | Mitsubishi Lancer E.9 | N +2000     | 4:30.726 | 18.088 |
| 8.      | Roman Baran            | Renault Clio          | E1 -2000    | 4:32.854 | 20.216 |
| 9.      | Marek KOZŁOWSKI        | Mitsubishi Lancer E.6 | N +2000     | 4:40.709 | 28.071 |
| 10.     | Aleksander MICHAŁOWSKI | Honda Integra         | A -2000     | 4:41.870 | 29.232 |

## Wyniki 6 Sudeckiego Wyścigu Górskiego 2007 (12 Runda GSMP)
| Miejsce | Kierowca             | Samochód              | Grupa-Klasa | Czas     | Strata |
| ------- | -------------------- | --------------------- | ----------- | -------- | ------ |
| 1.      | Mariusz MAŁYSZCZYCKI | Skoda Fabia WRC       | E1 +2000    | 4:09.435 |        |
| 2.      | Tomasz MIKOŁAJCZYK   | Mitsubishi Lancer E.6 | E1 +2000    | 4:11.973 | 2.538  |
| 3.      | Paweł ZUBEK          | Mitsubishi Lancer E.6 | E1 +2000    | 4:17.553 | 8.118  |
| 4.      | Piotr SOJA           | Lotus Exige NGT       | E1 -2000    | 4:21.334 | 11.899 |
| 5.      | Grzegorz Duda        | Mitsubishi Lancer E.6 | A +2000     | 4:24.876 | 15.441 |
| 6.      | Robert SZELC         | Mitsubishi Lancer E.8 | N +2000     | 4:25.317 | 15.882 |
| 7.      | Tomasz MYSZKIER      | Mitsubishi Lancer E.9 | N +2000     | 4:27.073 | 17.638 |
| 8.      | Roman Baran          | Renault Clio          | E1 -2000    | 4:30.453 | 21.018 |
| 9.      | Marek KOZŁOWSKI      | Mitsubishi Lancer E.6 | N +2000     | 4:38.139 | 28.704 |
| 10.     | Szymon PIĘKOŚ        | Honda Civic EP3       | A -2000     | 4:39.044 | 29.609 |

## Wyniki 5 Sudeckiego Wyścigu Górskiego 2005 (9 Runda GSMP)
| Miejsce | Kierowca          | Samochód              | Grupa-Klasa | Czas     | Strata |
| ------- | ----------------- | --------------------- | ----------- | -------- | ------ |
| 1.      | Mariusz STEC      | Mitsubishi Lancer E.6 | H +2000     | 4:14.150 |        |
| 2.      | Jarosław HEBZDA   | Mitsubishi Carisma    | A +2000     | 4:29.280 | 15.130 |
| 3.      | Krzysztof TERCJAK | Peugeot 306 Maxi      | A -2000     | 4:38.106 | 23.956 |
| 4.      | Grzegorz Duda     | Mitsubishi Lancer E.6 | A +2000     | 4:41.214 | 27.064 |
| 5.      | Tomasz CHAMIELEC  | Renault Clio          | H -2000     | 4:44.258 | 30.108 |
| 6.      | Piotr SOJA        | Renault Clio RS       | H -2000     | 4:44.677 | 30.527 |
| 7.      | Łukasz ZIELIŃSKI  | Skoda Felicia Kit-Car | A -1600     | 4:49.192 | 35.042 |
| 8.      | Roman Baran       | Peugeot 205           | H -1600     | 4:51.831 | 37.681 |
| 9.      | Marian CZAPKA     | Porsche 928           | HS +2000    | 4:55.110 | 40.960 |
| 10.     | Marek KOZŁOWSKI   | Audi S-2              | H +2000     | 4:55.176 | 41.026 |

## Wyniki 5 Sudeckiego Wyścigu Górskiego 2005 (10 Runda GSMP)
| Miejsce | Kierowca               | Samochód              | Grupa-Klasa | Czas     | Strata |
| ------- | ---------------------- | --------------------- | ----------- | -------- | ------ |
| 1.      | Jarosław HEBZDA        | Mitsubishi Carisma    | A +2000     | 4:33.632 |        |
| 2.      | Krzysztof TERCJAK      | Peugeot 306 Maxi      | A -2000     | 4:38.771 | 5.139  |
| 3.      | Grzegorz Duda          | Mitsubishi Lancer E.6 | A +2000     | 4:46.039 | 12.407 |
| 4.      | Piotr SOJA             | Renault Clio RS       | H -2000     | 4:46.762 | 13.130 |
| 5.      | Łukasz ZIELIŃSKI       | Skoda Felicia Kit-Car | A -1600     | 4:48.012 | 14.380 |
| 6.      | Roman Baran            | Peugeot 205           | H -1600     | 4:48.834 | 15.202 |
| 7.      | Marian CZAPKA          | Porsche 928           | HS +2000    | 4:51.291 | 17.659 |
| 8.      | Marek KOZŁOWSKI        | Audi S-2              | H +2000     | 4:51.441 | 17.809 |
| 9.      | Szymon PIĘKOŚ          | Ford Fiesta           | H -1600     | 4:55.502 | 21.870 |
| 10.     | Aleksander MICHAŁOWSKI | Skoda Felicia Kit-Car | A -1600     | 5:06.233 | 32.601 |

## Wyniki 4 Sudeckiego Wyścigu Górskiego 2004 (9 Runda GSMP)
| Miejsce | Kierowca            | Samochód              | Grupa-Klasa | Czas     | Strata |
| ------- | ------------------- | --------------------- | ----------- | -------- | ------ |
| 1.      | Mariusz STEC        | Mitsubishi Lancer E.7 | H +2000     | 4:17.003 |        |
| 2.      | Jarosław HEBZDA     | Mitsubishi Lancer E.7 | A +2000     | 4:26.952 | 9.949  |
| 3.      | Dariusz WIRKIJOWSKI | Mitsubishi Lancer E.6 | N +2000     | 4:35.711 | 18.708 |
| 4.      | Paweł HILDEBRAŃSKI  | Alfa Romeo 155        | H -2000     | 4:36.786 | 19.783 |
| 5.      | Robert KUS          | Subaru Impreza WRX    | N +2000     | 4:42.159 | 25.156 |
| 6.      | Marek KOZŁOWSKI     | Audi S2               | H +2000     | 4:48.669 | 31.666 |
| 7.      | Robert KUJAWSKI     | Citroen Saxo VTS      | A -1600     | 4:49.381 | 32.378 |
| 8.      | Krzysztof SZUMOWSKI | VW Golf               | A -2000     | 4:52.481 | 35.478 |
| 9.      | Jerzy PIOTROWSKI    | Skoda Felicia         | A -1600     | 4:52.767 | 35.764 |
| 10.     | Tomasz CHAMIELEC    | Renault Clio          | H -2000     | 4:53.341 | 36.338 |

## Wyniki 4 Sudeckiego Wyścigu Górskiego 2004 (10 Runda GSMP)
| Miejsce | Kierowca           | Samochód              | Grupa-Klasa | Czas     | Strata |
| ------- | ------------------ | --------------------- | ----------- | -------- | ------ |
| 1.      | Mariusz STEC       | Mitsubishi Lancer E.7 | H +2000     | 4:16.833 |        |
| 2.      | Jarosław HEBZDA    | Mitsubishi Lancer E.7 | A +2000     | 4:26.378 | 9.545  |
| 3.      | Paweł HILDEBRAŃSKI | Alfa Romeo 155        | H -2000     | 4:30.541 | 13.708 |
| 4.      | Robert KUS         | Subaru Impreza WRX    | N +2000     | 4:36.968 | 20.135 |
| 5.      | Marek KOZŁOWSKI    | Audi S2               | H +2000     | 4:47.332 | 30.499 |
| 6.      | Jerzy PIOTROWSKI   | Skoda Felicia         | A -1600     | 4:49.259 | 32.426 |
| 7.      | Robert KUJAWSKI    | Citroen Saxo VTS      | A -1600     | 4:50.026 | 33.193 |
| 8.      | Tomasz CHAMIELEC   | Renault Clio          | H -2000     | 4:51.230 | 34.397 |
| 9.      | Roman Baran        | Peugeot 205           | H -1600     | 4:52.527 | 35.694 |
| 10.     | Piotr LITWINOWICZ  | Honda Integra         | A -2000     | 4:56.788 | 39.955 |

## Wyniki3 Sudeckiego Wyścigu Górskiego 2003(9 Runda GSMP)
| Miejsce | Kierowca            | Samochód              | Grupa-Klasa | Czas     | Strata |
| ------- | ------------------- | --------------------- | ----------- | -------- | ------ |
| 1.      | Paweł DYTKO         | Mitsubishi Lancer E.7 | H +2000     | 4:14.200 |        |
| 2.      | Paweł HILDEBRAŃSKI  | Alfa Romeo 155        | H -2000     | 4:31.655 | 17.455 |
| 3.      | Tomasz KUCHAR       | Mitsubishi Lancer E.6 | N +2000     | 4:33.696 | 19.496 |
| 4.      | Mariusz STEC        | Mitsubishi Lancer E.6 | H +2000     | 4:34.171 | 19.971 |
| 5.      | Jacek KORASZEWSKI   | Audi S2               | H +2000     | 4:36.534 | 22.334 |
| 6.      | Jarosław HEBZDA     | Mitsubishi Lancer E.6 | N +2000     | 4:38.311 | 24.111 |
| 7.      | Bartłomiej STEINHOF | Opel Corsa S1600      | A -1600     | 4:40.070 | 25.870 |
| 8.      | Robert KUS          | Mitsubishi Lancer E.6 | N +2000     | 4:40.694 | 26.494 |
| 9.      | Janusz JANIA        | Mitsubishi Lancer E.6 | N +2000     | 4:40.880 | 26.680 |
| 10.     | Marek KOZŁOWSKI     | Audi S2               | H +2000     | 4:51.191 | 36.991 |

## Wyniki3 Sudeckiego Wyścigu Górskiego 2003(10 Runda GSMP)
| Miejsce | Kierowca            | Samochód              | Grupa-Klasa | Czas     | Strata |
| ------- | ------------------- | --------------------- | ----------- | -------- | ------ |
| 1.      | Paweł DYTKO         | Mitsubishi Lancer E.7 | H +2000     | 4:13.528 |        |
| 2.      | Mariusz STEC        | Mitsubishi Lancer E.6 | H +2000     | 4:14.773 | 1.245  |
| 3.      | Paweł HILDEBRAŃSKI  | Alfa Romeo 155        | H -2000     | 4:27.428 | 13.900 |
| 4.      | Jacek KORASZEWSKI   | Audi S2               | H +2000     | 4:30.351 | 16.823 |
| 5.      | Jarosław HEBZDA     | Mitsubishi Lancer E.6 | N +2000     | 4:37.655 | 24.127 |
| 6.      | Robert KUS          | Mitsubishi Lancer E.6 | N +2000     | 4:37.962 | 24.434 |
| 7.      | Bartłomiej STEINHOF | Opel Corsa S1600      | A -1600     | 4:38.114 | 24.586 |
| 8.      | Marek KOZŁOWSKI     | Audi S2               | H +2000     | 4:51.260 | 37.732 |
| 9.      | Grzegorz DUDEK      | VW Golf               | H -1600     | 4:56.473 | 42.945 |
| 10.     | Roman Baran         | Peugeot 205           | H -1600     | 4:59.756 | 46.228 |

## Wyniki 2 Sudeckiego Wyścigu Górskiego 2002 (9 Runda GSMP)
| Miejsce | Kierowca          | Samochód                | Grupa-Klasa |
| ------- | ----------------- | ----------------------- | ----------- |
| 1.      | Mariusz WOŹNICZKO | Ford Escort RS Cosworth | A +2000     |
| 2.      | Mariusz STEC      | Mitsubishi Lancer E.6   | N +2000     |
| 3.      | Piotr KNAŚ        | Mitsubishi Lancer E.6   | N +2000     |
| 4.      | Robert KUS        | Opel Corsa VKS 1600     | A -1600     |
| 5.      | Adam SZYMA        | Renault Clio Williams   | A -2000     |
| 6.      | Jacek KORASZEWSKI | Audi S2                 | H +2000     |
| 7.      | Janusz JANIA      | Mitsubishi Lancer E.6   | N +2000     |
| 8.      | Michał KOŚCIUSZKO | Skoda Felicia KitCar    | A -1600     |
| 9.      | Maciej PTAK       | Honda Integra           | A -2000     |
| 10.     | Hubert MASSALSKI  | Skoda Felicia           | H -1600     |

## Wyniki 2 Sudeckiego Wyścigu Górskiego 2002 (10 Runda GSMP)
| Miejsce | Kierowca          | Samochód                | Grupa-Klasa |
| ------- | ----------------- | ----------------------- | ----------- |
| 1.      | Jan Kościuszko    | Mitsubishi Lancer E.6   | H +2000     |
| 2.      | Mariusz Woźniczko | Ford Escort RS Cosworth | A +2000     |
| 3.      | Krzysztof Tercjak | VW Golf Kit Car         | A -2000     |
| 4.      | Mariusz Stec      | Mitsubishi Lancer E.6   | N +2000     |
| 5.      | Piotr Knaś        | Mitsubishi Lancer E.6   | N +2000     |
| 6.      | Robert Kuś        | Opel Corsa VKS 1600     | A -1600     |
| 7.      | Adam Szyma        | Renault Clio Williams   | A -2000     |
| 8.      | Janusz Jania      | Mitsubishi Lancer E.6   | N +2000     |
| 9.      | Michał Kościuszko | Skoda Felicia KitCar    | A -1600     |
| 10.     | Mariusz Borczyk   | Nissan Sunny GTiR       | A +2000     |